# Jesús Gámez
Jesús Gámez Duarte (Fuengirola, 10 april 1985) is een Spaans voetballer die bij voorkeur als rechtsachter speelt. Hij tekende in juli 2016 een tweejarig contract bij Newcastle United, dat hem overnam van Atlético Madrid.

## Clubcarrière
Gámez werd geboren in Fuengirola, een badplaats aan de Costa del Sol in de provincie Málaga. Hij speelde drie seizoenen voor Fuengirola alvorens in 2000 naar Málaga CF te vertrekken. Gámez maakte zijn competitiedebuut voor de club op 27 november 2005, tegen Getafe. Hij viel vijf minuten voor tijd in. Nadat veteraan Francesc Arnau de schoenen definitief aan de haak hing in 2011, volgde Gámez hem op als aanvoerder van Malaga. Daarvoor speelde hij op 29 januari 2012 zijn 200e competitiewedstrijd, de derby tegen Sevilla (2-1 winst).

## Erelijst
| Competitie      | Aantal          | Jaren           |                 |                 |
| Atlético Madrid | Atlético Madrid | Atlético Madrid | Atlético Madrid | Atlético Madrid |
| --------------- | --------------- | --------------- | --------------- | --------------- |
| Nationaal       |                 |                 |                 |                 |
| Supercopa       | 1x              | 2014            |                 |                 |

1 Dúbravka ·
2 Trippier ·
4 Botman ·
5 Schär ·
6 Lascelles  ·
7 Joelinton ·
8 Tonali ·
9 Wilson ·
10 Gordon ·
11 Barnes ·
13 Targett ·
14 Isak ·
17 Krafth ·
18 Osula ·
19 Vlachodimos ·
20 Hall ·
21 Livramento ·
22 Pope ·
23 Murphy ·
24 Almirón ·
25 Kelly ·
26 Ruddy ·
28 Willock ·
29 Gillespie ·
33 Burn ·
36 Longstaff ·
37 Murphy ·
39 Guimarães ·
67 Miley ·
Coach: Howe
· Assistent-coach: Jones